# Щепин, Тихон Михайлович
Ти́хон Миха́йлович Ще́пин (1904 год, Элиста, Астраханская губерния — 1984 год, Элиста, Калмыцкая АССР) — чабан, Герой Социалистического Труда (1949).

## Биография
Родился в 1904 году. С детства работал чабаном:

В дореволюционное время в нашей степи господствовали богатеи-кулаки Редькины, Мамоновы. Десяти лет меня взяли Редькины в пастушки. В летние жаркие дни не под силу было подростку напоить из глубокого колодца отару овец. Хозяин ещё зуботычинами подгонял. А чуть-что не так, возьмет да ещё и выпорет. За каждый промах — побои, обман в оплате. Вот как нам довелось чабановать…— Из воспоминаний Т. М. Щепина
Участвовал в Великой Отечественной войне. 
Трудился старшим чабаном в колхозе имени Сталина (с 1961 года — имени XXII партсъезда) Степновского района Астраханской области.
В 1948 году со своей чабанской бригадой «получил и сохранил к отбивке по 128 ягнят на сто овцематок и с каждой настриг около семи килограммов шерсти». За достигнутые успехи в животноводстве 10 июня 1949 года был удостоен звания Героя Социалистического Труда.
Неоднократно участвовал во Всесоюзной сельскохозяйственной выставке (ВСХВ), где получил серебряную медаль.

## Память
Имя Тихона Щепина было внесено в почётную книгу колхоза имени XII партсъезда. На Аллее Героев в Элисте установлен барельеф в его честь.

## Награды
- медаль «Серп и Молот» (10.06.1949)[1],
- два ордена Ленина (10.06.1949, 22.08.1950)[1],
- Почётная грамота Президиума Верховного Совета Калмыцкой АССР[4],
- медаль «За трудовую доблесть» (28.07.1948)[1],
- Серебряная медаль ВСХВ[4].